# Stade de la Meinau
Stade de la Meinau – stadion piłkarski w Strasburgu - należący do miasta - oddany do użytku w 1906, obecnie o pojemności 29 230 miejsc siedzących, na którym od 1 kwietnia 1914 roku swoje mecze rozgrywa RC Strasbourg. Rekordową frekwencję - wynoszącą 47 950 osób - odnotowano 14 czerwca 1984 roku podczas meczu Mistrzostw Europy RFN - Portugalia 0:0 (0:0).
W 1938 obiekt był jedną z aren finałów Mistrzostw Świata, a 5 czerwca 1938 roku swój debiut w MŚ zaliczyła na nim reprezentacja Polski, ulegając po dogrywce Brazylii 5:6.
22 kwietnia 1970 roku odbyło się na nim dodatkowe (trzecie) spotkanie półfinału Pucharu Zdobywców Pucharów sezonu 1969/1970, pomiędzy Górnikiem Zabrze i AS Roma, zakończone remisem 1:1 (1:0). Dogrywka również nie przyniosła rozstrzygnięcia, a ponieważ regulamin nie przewidywał serii rzutów karnych, zwycięzcę wskazano poprzez losowanie (rzut monetą). Wypadło na Górnika, który jako pierwsza – i do tej pory jedyna – polska drużyna klubowa uzyskał awans do finału rozgrywek europejskich pucharów (ulegając w nim 2:1 Manchesterowi City).
Stadion był gruntownie przebudowywany w latach 1921, 1951, 1979-1984 i 2001.